# کامپیون (کلرادو)
کامپیون (به انگلیسی: Campion) یک منطقهٔ مسکونی در ایالات متحده آمریکا است که در Larimer County واقع شده‌است. کامپیون ۹٫۸ کیلومتر مربع مساحت و ۱٬۸۳۲ نفر جمعیت دارد و ۱٬۵۶۰ متر بالاتر از سطح دریا واقع شده‌است.